# Huracán Lorena (2019)
El huracán Lorena fue un fuerte huracán del Pacífico en septiembre de 2019 que provocó fuertes lluvias, inundaciones y deslizamientos de tierra en el suroeste de México y la península de Baja California, y también provocó un clima severo en el estado estadounidense de Arizona. Lorena fue la decimotercera tormenta nombrada y el séptimo y último huracán de la temporada de huracanes del Pacífico de 2019. Una onda tropical, originaria del Atlántico Norte, ingresó a la cuenca del Pacífico Oriental el 16 de septiembre. Con un desarrollo creciente de tormentas eléctricas, Lorena se formó como tormenta tropical el 17 de septiembre junto con la tormenta tropical Mario. Lorena avanzó hacia el noroeste y ganó fuerza rápidamente antes de tocar tierra como huracán de categoría 1 en Jalisco el 19 de septiembre. Debido a la interacción con el terreno montañoso, Lorena se debilitó nuevamente a tormenta tropical. Sin embargo, después de pasar a las cálidas temperaturas del océano del Golfo de California, Lorena volvió a fortalecerse hasta convertirse en huracán y alcanzó su máxima intensidad con vientos sostenidos de 85 mph (140 km/h) durante 1 minuto y una presión barométrica mínima de 985 milibares (29,09 inHg). Lorena tocó tierra por segunda vez en el estado mexicano de Baja California Sur y se debilitó rápidamente a partir de entonces. Lorena se debilitó a tormenta tropical sobre el Golfo de California y se convirtió en una depresión remanente el 22 de septiembre, poco después de tocar tierra en Sonora como depresión tropical. El remanente bajo se movió tierra adentro sobre México y finalmente se disipó tierra adentro sobre Arizona el 24 de septiembre.
En preparación para el huracán, se emitieron advertencias y avisos de huracán para la mayor parte de la costa suroeste de México el 19 de septiembre, mientras que cientos de personas fueron evacuadas. Las lluvias torrenciales traídas en los estados de Colima y Jalisco dañaron miles de hectáreas de cultivos y dañaron al menos 201 viviendas en la costa. Los daños en el sector agrícola entre ambos estados fueron cuantiosos, lo que provocó que el precio de las cosechas de banano subiera en el estado de Colima. Las inundaciones de los ríos que crecen en Colima bloquearon las carreteras mientras se producían deslizamientos de tierra en ambos estados. En la península de Baja California, un oleaje peligroso provocó la muerte de un hombre que intentaba salvar a su hijo después de ser arrastrado al mar. Además, las escuelas cerraron por completo para 506.000 estudiantes. 787 personas fueron evacuadas de la costa este de la península a 17 albergues temporales, mientras que numerosos vuelos de entrada y salida de Baja California Sur fueron cancelados. Después de debilitarse en el Golfo de California y dejar a 2 pescadores desaparecidos, Lorena se mudó tierra adentro a México continental y, finalmente, a los Estados Unidos. La baja remanente de Lorena generó tres tornados en Arizona y causó totales de lluvia muy altos para la región con más de medio pie en algunas áreas. Los daños causados por Lorena totalizaron $50 millones (2019 USD) o más, contando las pérdidas agrícolas en México y los daños adicionales causados en los Estados Unidos.

## Historia meteorológica
Los orígenes de Lorena se remontan a una onda tropical que surgió frente a la costa de África occidental el 4 de septiembre de 2019. En ese momento, la ola tenía dos áreas distintivas de rotación ciclónica, pero ambas eventualmente se fusionaron justo al este de las Antillas Menores. A las 15:00 UTC del 11 de septiembre, el Centro Nacional de Huracanes (NHC) notó la posibilidad de que se formara una región de baja presión dentro de la ola frente a la costa de América Central. A pesar de no tener un centro bien definido, la perturbación ya estaba produciendo vientos con fuerza de tormenta tropical a fines del 16 de septiembre, cuando emergió en la cuenca del Pacífico Oriental. A las 06:00 UTC del 17 de septiembre, la perturbación había mejorado en su organización general, con la formación de un centro de bajo nivel identificable y ráfagas de cimas de nubes convectivas, y el Centro Nacional de Huracanes (NHC) la denominó tormenta tropical Lorena, convirtiéndose en la decimotercera tormenta con nombre de la temporada. Lorena comenzó a fortalecerse rápidamente, moviéndose gradualmente hacia el noroeste hacia la costa de México. A las 00:00 UTC del 19 de septiembre, Lorena alcanzó su máxima intensidad inicial como huracán de categoría 1, el séptimo huracán de la temporada anual, con vientos sostenidos de 80 mph (130 km/h) durante 1 minuto, a solo millas de distancia del costa de Jalisco. Después de debilitarse levemente, Lorena tocó tierra por primera vez en Chamela-Cuixmala solo 6 horas después.
La interacción con la tierra hizo que Lorena se debilitara por debajo del estado de huracán a las 15:00 UTC del 19 de septiembre. Lorena se desplazó cerca de la costa de Manzillo, Colima como tormenta tropical durante varias horas. Debido a que la tormenta surgió sobre las temperaturas típicamente cálidas de la superficie del mar del Golfo de California, Lorena recuperó el estatus de huracán y alcanzó su punto máximo con vientos sostenidos de 1 minuto de 85 mph (140 km/h) y una presión de 985 mbar (29,09 inHg) por 18:00 UTC del 20 de septiembre. En ese momento, un ojo había comenzado a emerger a 35 millas (56 km) al este de Cabo San Lucas. Lorena redujo la velocidad a paso de tortuga paralelo a la costa de la península de Baja California, pero finalmente tocó tierra cerca de La Ventana a las 03:00 UTC del 21 de septiembre, mientras se debilitaba ligeramente por debajo de su fuerza máxima. Para el mediodía del 21 de septiembre, la estructura de Lorena comenzó a deteriorarse rápidamente, ya que su convección se debilitó. Debido al aumento de la cizalladura del viento y al debilitamiento causado por su proximidad al terreno montañoso de Baja California, Lorena degeneró en una depresión tropical a media mañana del 22 de septiembre en el norte del Golfo de California, y luego se convirtió en una depresión remanente esa noche justo después de su Recalada final en Sonora. El remanente bajo se desplazó hacia el norte y se disipó por completo tierra adentro sobre el estado estadounidense de Arizona el 24 de septiembre.

## Preparaciones e impacto

### México

#### Jalisco

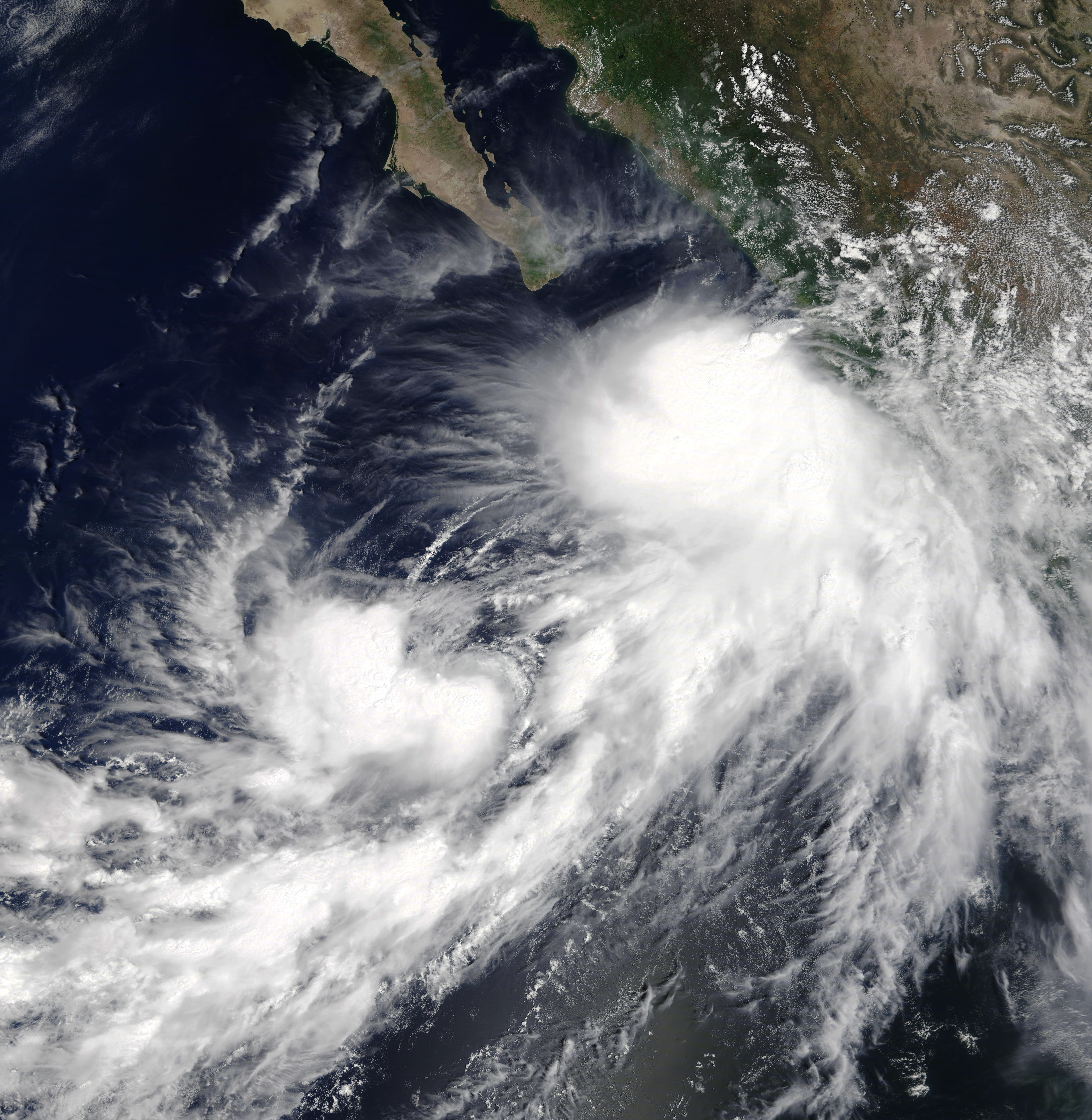
La tormenta tropical Mario (izquierda) y Lorena (derecha) situadas frente a la costa mexicana el 19 de septiembre de 2019

El gobierno mexicano emitió alertas de tormenta tropical desde Zihuatanejo en Guerrero hasta Cabo Corrientes en Jalisco el 17 de septiembre, y luego se actualizaron a advertencias de tormenta tropical. También se emitieron advertencias de huracán para Manzanillo, Colima a Cabo Corrientes el 19 de septiembre. Durante este tiempo, Lorena se movía muy cerca de las costas de los estados de Colima y Jalisco, y en su primer pico de fuerza. Se emitieron alertas rojas, el nivel más alto de alerta de peligro, en todo el estado de Jalisco, y al menos 240 personas fueron evacuadas antes de la tormenta. Las escuelas cerraron en la mayor parte del estado debido al inminente huracán. Se reportaron calles inundadas, caminos arrasados, deslizamientos de tierra en 10 municipios y decenas de árboles caídos. Se cortó la energía en algunas áreas. Inundaciones de hasta 3 pies (1 m) de altura afectaron al pueblo de Chamela en Jalisco, mientras que la Carretera Federal 200 quedó bloqueada por árboles derrumbados e inundaciones. 3,700 hectáreas de cultivos básicos como maíz, trigo, frijol y otros cultivos como banano, papaya o mango fueron destruidos por Lorena en Jalisco y se anticipó que la recuperación de esta pérdida tomaría meses. Las comunicaciones se cortaron brevemente, mientras que 201 casas en la costa fueron destruidas. Los daños en Jalisco se calcularon en 17,7 millones de pesos (US$910.000).

#### Colima
El gobernador de Colima, José Ignacio Peralta, informó el 20 de septiembre que cayeron cerca de 8 pulgadas de lluvia en 24 horas durante Lorena y más de 7,400 hectáreas de cultivos como banano y papaya resultaron dañadas en todo el estado. Una evaluación adicional 3 días después mostró que Lorena destruyó siete meses o 1,600 hectáreas de cultivos de plátanos, papayas, limones y cereales en Colima. Así, los precios del banano subieron más de 3 pesos en el estado. La playa La Boquita fue una de las áreas más afectadas de Manzanillo, con techos arrancados de las casas y escombros de las estructuras dañadas por el viento esparcidos por el área. Las ciudades de Tecomán, Manzanillo, Villa de Álvarez y Coquimatlán se quedaron sin luz por culpa de Lorena según la Unidad Estatal de Protección Civil. La Comisión Nacional del Agua de México informó que en un área cayeron 283 mm (11 pulgadas) de lluvia en Colima en un período de 24 horas. Peralta declaró más tarde que se requirieron tres rescates de personas, pero aparentemente no hubo pérdida de vidas. Parte del Puente de Tepalcates, un destino turístico en Manzanillo, se derrumbó durante el paso del huracán, lo que provocó que el tráfico se desviara a una nueva vía. Un desbordamiento del río Armería aisló por completo partes de Coquimatlán del tráfico, mientras que varios deslizamientos de tierra en Minatitlán bloquearon una carretera. El río Cuixmala también se desbordó en el municipio de La Huerta e inundó terrenos agrícolas.

#### Península de Baja California
Una vez que Lorena se movió a lo largo de la costa suroeste de México, el gobierno de México emitió una alerta de huracán para la costa sur de Baja California, ya que se esperaba que la tormenta tocara tierra allí como un huracán de categoría 1. Se emitieron alertas rojas (de alto peligro) para gran parte del sur de Baja California Sur. Una vez que Lorena se alejó de la costa y comenzó a acercarse a Baja California Sur, los residentes comenzaron a bloquear puertas y ventanas y sacar sus botes del océano en preparación para tocar tierra. Los funcionarios del gobierno cerraron escuelas para 506.000 estudiantes antes del huracán. Inicialmente, se esperaba que las áreas frente a la costa recibieran el 40% de la precipitación anual del estado en cuestión de días. Cuando Lorena comenzó a moverse paralelamente a la costa de la península, las autoridades de Los Cabos dijeron que 787 personas se habían refugiado en 18 albergues; sin embargo, muchos turistas no tomaron precauciones y aun así viajaron a Los Cabos. Muchos vuelos dentro y fuera del Aeropuerto Internacional de Los Cabos fueron cancelados el 20 de septiembre. La Coordinación Nacional de Protección Civil declaró estado de emergencia en La Paz y Los Cabos, Baja California Sur el 22 de septiembre. La trayectoria del huracán se describió como muy errática e impredecible. Cayeron hasta 125 mm (4 pulgadas) de lluvia cerca de Los Cabos, aunque las inundaciones fueron mínimas como máximo debido al pequeño tamaño del huracán en ese momento. Sin embargo, Lorena produjo marejadas potencialmente mortales en gran parte de la península de Baja California en combinación con la tormenta tropical Mario. En Los Cabos, un padre y su hijo fueron arrastrados mar adentro por una gran ola. El padre se ahogó mientras intentaba salvar a su hijo, que sobrevivió.

#### Guerrero y Michoacán
El 18 de septiembre, Lorena afectó brevemente a los estados de Guerrero y Michoacán. Hubo informes de fuertes lluvias y árboles caídos.

#### Sonora
Los residentes de Sonora se prepararon para lluvias torrenciales cuando Lorena se acercó como depresión tropical el 21 de septiembre. Se emitieron alertas naranja y amarilla para gran parte de la costa de Sonora a medida que Lorena se acercaba rápidamente. Dos pescadores de Sonora en el Golfo de California fueron reportados como desaparecidos. Se informaron fuertes lluvias aisladas en Sonora con un total máximo de lluvia de 112 mm (4,4 pulgadas) cayendo en 24 horas, pero no se informaron daños.

### Estados Unidos

#### Arizona
Los restos de Lorena pasaron por Arizona del 22 al 24 de septiembre, lo que provocó tormentas eléctricas severas generalizadas y las inundaciones repentinas resultantes. Más de 8,000 clientes se quedaron sin electricidad en el área de Phoenix, mientras que los vuelos en el Aeropuerto Internacional Sky Harbor de Phoenix se retrasaron por horas o se cancelaron. La precipitación alcanzó un máximo de 4 a 6 pulgadas (100 a 150 mm) cerca de Phoenix. En preparación para la tormenta, se ofrecieron sacos de arena gratuitos a los residentes de Scottsdale para evitar inundaciones en los hogares. Se emitieron advertencias de inundaciones repentinas para gran parte del área metropolitana de Phoenix. El 23 de septiembre, una tormenta supercélula produjo un breve tornado EF-0 en New River en el condado de Maricopa, la primera vez en 5 años que la oficina del NWS en Phoenix emitió una advertencia de tornado. Se reportaron daños menores en la zona. Otro tornado EF-0 aterrizó muy brevemente cerca de Stanfield y fue observado por un observador de tormentas capacitado, sin causar ningún daño conocido. Un fenómeno muy raro para el estado también ocurrió cuando se formó un tornado EF-1 en Willcox, rompiendo líneas eléctricas, hiriendo a 2 personas, dañando un granero y arrojando casas móviles. Un residente que manejaba en el área afectada informó que se habían arrancado más de 40 árboles.
Un autobús escolar con unos 120 niños a bordo quedó varado en las aguas de la inundación, pero fueron rescatados de manera segura. Los lugareños al norte del centro de Phoenix y en Paradise Valley informaron granizo del tamaño de un centavo a una moneda de cinco centavos, mientras que la visibilidad se redujo a menos de ¼ de milla. Debido a la baja visibilidad, un automóvil casi sumergido tuvo que ser "pescado" fuera de las aguas de la inundación. Se emitió brevemente una advertencia de tormenta de polvo cerca de la ruta 85 del estado de Arizona cuando la visibilidad se volvió increíblemente baja. El Capítulo de la Cruz Roja Estadounidense en el sur de Arizona se desplegó y llevó la ayuda necesaria para los hogares afectados y para evaluar los daños, especialmente por el tornado Willcox.